# Adrian Edqvist
Adrian Edqvist (20 mei 1999) is een Zweeds voetballer die als aanvaller speelt.

## Jeugd
Edqvist werd geboren in Karlskrona en begon met voetballen bij Nättraby GoIF. Op zevenjarige leeftijd besloot zijn familie Blekinge te verlaten om zich te vestigen aan de Spaanse zuidkust. Edqvist kwam daardoor terecht in de jeugd van Las Lagunas. In Spanje speelde Edqvist zich in het jeugdteam van Andalusië en was hij dicht bij een overstap naar de jeugdopleiding van La Liga-club Málaga.
Zijn familie besloot in 2012 terug te keren naar Zweden. Edqvist ging spelen voor Karlskrona AIF. Na een fusie met Lyckeby GoIF veranderde die club van naam in FK Karlskrona. Op 16-jarige leeftijd verkaste Edqvist naar Malmö FF, dat de strijd om zijn handtekening won van Kalmar FF en het Deense Brøndby IF. Tijdens zijn periode bij Malmö ging Edqvist ook nog op proef bij het Engelse Stoke City FC.
In januari 2017 verliet Edqvist Malmö FF en belandde hij alsnog bij Kalmar FF.

## Kalmar FF
Edqvist begon bij Kalmar FF in de Onder 19, maar al snel mocht hij meetrainen met de A-selectie.  Tijdens de oefenwedstrijd tegen Örgryte IS maakte hij zijn eerste speelminuten in de hoofdmacht. Een maand later maakte hij zijn officiële debuut voor de club tijdens de met 3-0 verloren wedstrijd tegen IK Sirius op 24 april.
Tijdens het seizoen 2019 wordt Edqvist verhuurd aan Oskarshamns AIK. Die club heeft een samenwerkingsverband met Kalmar FF. Afgesproken is dat Edqvist tijdens de verhuurperiode voor beide clubs uit mag komen.

## Go Ahead Eagles
Na een succesvolle proefperiode vervolgt Edqvist zijn carrière vanaf 12 juli 2019 in Nederland bij Go Ahead Eagles. De club uit Deventer huurt de Zweed voor één seizoen van Kalmar FF. Go Ahead heeft een optie tot koop bedongen. Door de uitbraak van het coronavirus wordt het seizoen niet uitgespeeld. Go Ahead besluit tot optie tot koop niet te lichten. Het verblijf van Edqvist in Deventer blijft daardoor beperkt tot 20 optredens. Hierin scoorde hij twee keer.

## Jönköpings Södra IF
Na zijn verhuur aan Go Ahead Eagles keert Edqvist terug bij Kalmar FF. Hij speelt nog een paar wedstrijden, maar aan het eind van het seizoen wordt zijn contract niet verlengd. Op 12 februari 2021 wordt bekend dat Edqvist zijn carrière vervolgt bij Jönköpings Södra IF.